# Controllo di assetto
Il controllo di assetto è una tecnica usata in astronautica per controllare l'orientamento di un satellite artificiale rispetto ad un sistema di riferimento o un altro oggetto fissato, tipicamente la sfera celeste o un oggetto celeste.
Il controllo dell'assetto dei veicoli richiede la presenza di sensori per misurare l'orientamento del veicolo, attuatori per produrre il momento meccanico necessario per modificarne l'orientamento e algoritmi per comandare gli attuatori basandosi sulle misurazioni dei sensori e sull'assetto desiderato. Il campo di studio che riguarda l'integrazione di sensori, attuatori e algoritmi è chiamato guida, navigazione e controllo (GNC). Una tipica applicazione del controllo di assetto è rappresentata dal detumbling.

## Sensori

### Sensori d'assetto relativo
I sensori d'assetto relativo sono in grado di misurare la variazione d'assetto rispetto a quello iniziale. Di solito questi sensori sono affetti da rumore, causando un accumulo di errore nella determinazione dell'assetto che deve essere corretto mediante i sensori d'assetto assoluto.

#### Giroscopi
I giroscopi sono dispositivi in grado di misurare una rotazione senza la necessità di usare oggetti esterni come riferimento. I giroscopi classici sono composti da una massa rotante che tende a mantenere fissa la direzione del suo asse di rotazione; misurando tale direzione rispetto al sistema di riferimento del veicolo spaziale è possibile misurare il moto del veicolo rispetto al sistema inerziale.
Esistono anche giroscopi ottici che utilizzano una radiazione luminosa emessa da un laser e si basano su proprietà ottiche.

#### Unità di misura inerziali
Le unità di misura inerziali utilizzano sensori di movimento ad asse singolo o multiasse. In genere sono composte da giroscopi a tre sospensioni cardaniche (o quattro, per evitare il blocco cardanico) per misurare l'assetto sui tre assi dello spazio tridimensionale.
Alcune unità di misura inerziali possiendono anche degli accelerometri che le rendono in grado di misurare fino a 6 gradi di libertà.

### Sensori d'assetto assoluto
Questa classe di sensori misura l'orientamento del veicolo spaziale in termini assoluti, cioè non in riferimento alla posizione precedente. Normalmente questi sensori fanno uso di fenomeni fisici od oggetti esterni al veicolo.

#### Girobussole
Una girobussola per uso orbitale è in grado di determinare, mediante proprietà giroscopiche, la direzione del centro della Terra e un'eventuale rotazione intorno all'asse perpendicolare al piano orbitale.

#### Magnetometri
Un magnetometro è uno strumento in grado di rilevare la direzione e l'intensità del campo magnetico. Nel controllo d'assetto, il computer di bordo confronta le misure effettuate dai magnetometri con una mappa del campo magnetico terrestre per determinare l'assetto del veicolo.

#### Sensori d'orizzonte
Un sensore d'orizzonte è uno strumento ottico in grado di rilevare il bordo dell'atmosfera terrestre, e quindi l'orizzonte del pianeta. La soluzione più usata è un sensore capace di rilevare il contrasto termico tra la radiazione infrarossa dell'atmosfera e la più fredda radiazione cosmica di fondo. Questo tipo di sensore misura l'orientamento, rispetto al pianeta, su due assi ortogonali e tende ad essere meno preciso di altri dispositivi come i sensori stellari.

#### Sensori solari

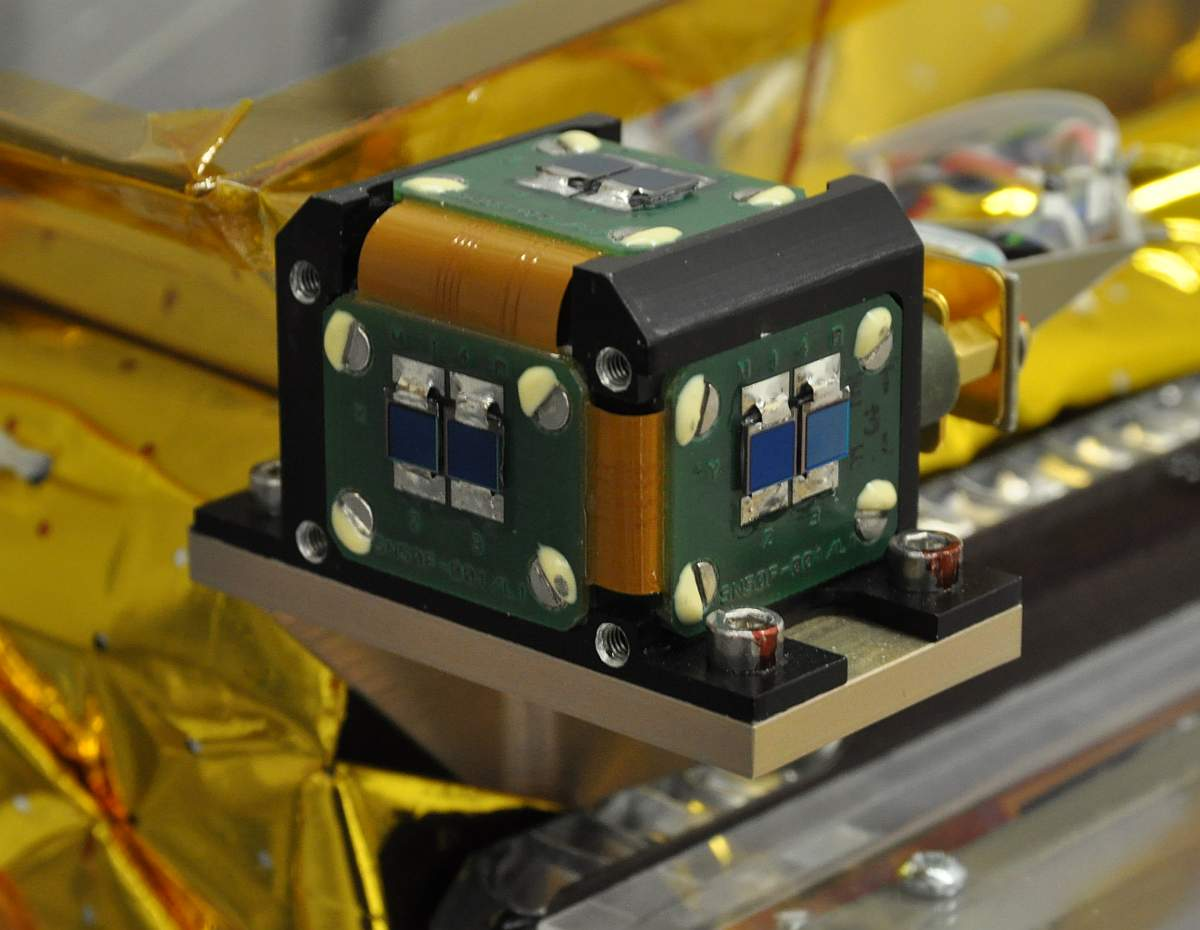
Un sensore solare composto da fotorivelatori orientati in posizioni perpendicolari tra loro. Misurando l'intensità luminosa che colpisce ciascun fotorivelatore è possibile determinare la direzione della sorgente luminosa, in questo caso il Sole.

Un sensore solare è un dispositivo capace di rilevare la direzione del Sole. Vi sono diversi tipi di sensori solari, da semplici gruppi di celle solari o fotorivelatori disposti con angolazioni diverse fino a soluzioni più complesse che fanno uso di particolari strumenti ottici.

#### Sensori stellari
I sensori stellari sono dispositivi ottici che misurano la posizione di una o più stelle nella sfera celeste attraverso fotorivelatori o fotocamere. Confrontando con una mappa stellare la posizione e la magnitudine apparente delle stelle osservate, sono in grado di determinare l'assetto del veicolo spaziale.
A differenza di altri dispositivi come i sensori d'orizzonte e i sensori solari, sono in grado di determinare l'orientamento in maniera più precisa ma necessitano di una maggiore potenza di calcolo per poter confrontare i dati rilevati con la mappa stellare.

#### Sensori terrestri
I sensori terrestri sono dispositivi capaci di rilevare la direzione della Terra. Sono in genere composti da  una termocamera e si distinguono dagli altri sensori per il loro basso costo e alta affidabilità.